# 住崎站
住崎站（日语：／ Sumizaki eki */?）是一座位於愛知縣西尾市，名古屋鐵道平坂支線的車站（廢站）。

## 歷史
在戰時的1944年（昭和19年），車站向平坂遷移約400米，以便運送工人前往兵工廠。在戰後的1950年（昭和25年）遷回原地。但是車費與營業距離沒有因遷站而改變。
- 1929年（昭和4年）2月7日 - 愛知電氣鐵道（日语：愛知電気鉄道）西尾線車站啟用。
- 1935年（昭和10年）8月1日 - 愛知電氣鐵道與名岐鐵道合併為名古屋鐵道。同時從西尾線分拆出來，成為平坂線的車站。
- 1944年（昭和19年） - 為了運送工人往返兵工廠，車站向平坂一方遷移約400米。
- 1948年（昭和23年）
  - 5月16日 - 平坂線改名為平坂支線。
  - 11月1日前 - 成為無人車站[2]。
- 1950年（昭和25年） - 車站遷回原位。
- 1960年（昭和35年）3月27日 - 平坂支線廢除，此站也被廢除。

## 使用狀況
跟據《愛知縣統計書》，在1949年度的一年乘車人次為約5萬人（非定期票客約2萬1千人，定期票客約2萬9千人），一年下車人次為約4萬9千人。

## 現況
車站遺址大約位於縣道43號「住崎南」路口的東邊附近。路線遺址建設了愛知縣道43號岡崎碧南線，車站遺址現時是道路的一部分，沒有任何痕跡。

## 相鄰車站
名古屋鐵道
西尾線（平坂支線） 
西尾－住崎－羽塚

## 注腳